# Ina Skriver
Ina Skriver (* 16. März 1945 oder 30. November 1949 oder 1950 in Sorø, Dänemark, als Ina Merete Meincke) ist eine ehemalige Schauspielerin, die vor allem in der zweiten Hälfte der 1970er-Jahre in britischen Film- und Fernsehproduktionen zu sehen war. Mit einer Ausnahme spielte sie ausschließlich Nebenrollen. Zeitweise trat Skriver unter dem Künstlernamen Christina World auf.

## Biografie
Ina Skriver wurde auf der dänischen Insel Seeland geboren. Zum Datum ihrer Geburt gibt es mehrere stark voneinander abweichende Angaben, die zwischen März 1945 und 1950 liegen. Ihre Eltern waren Johan Frederik Utke Meincke und Janine Teslack. 
Von 1968 bis 1976 war sie mit Jørgen Skriver verheiratet, dessen Familiennamen sie annahm. Aus der Ehe ging eine Tochter hervor. Etwa 1970 begann Ina Skriver in Kopenhagen eine Karriere als Model. Nach der Trennung von ihrem ersten Ehemann ließ sich Skriver in Großbritannien nieder, wo sie seitdem lebt. Im Oktober 1983 heiratete sie Thomas Ælla Godfrey Gage, einen Angehörigen der irischen Adelsdynastie Gage, der zwei Söhne und zwei Töchter in die Ehe brachte. Beide waren bis zu Gages Tod im Jahr 2012 miteinander verheiratet. Einige Quellen nennen die englische Grafschaft Somerset als ihren langjährigen Wohnsitz.

## Wirken
Skriver arbeitete in Kopenhagen und in London zunächst als Model. In der zweiten Hälfte der 1970er-Jahre war sie auch als Schauspielerin in britischen Spielfilmen und TV-Serien zu sehen. Überwiegend arbeitete sie unter dem Namen Ina Skriver. Nach einem Karriereeinbruch 1977 nahm sie 1978 vorübergehend den Künstlernamen Christina World an, der es Filmproduzenten ermöglichte, sie als Miss World anzukündigen. Als Christina World erschien sie 1979 in zwei Produktionen.
Skriver hatte ihre erste Spielfilmrolle in der Erotikkomödie Percy, der Potenzprotz (Percy’s Progress) von 1974, in der sie noch ohne Credit erschien.
1976 war sie dann dreimal in verschiedenen britischen Fernsehserien und darüber hinaus in zwei Spielfilmen zu sehen. In der 1976 ausgestrahlten Folge House of Cards der Fernsehserie Mit Schirm, Charme und Melone (The New Avengers) spielte sie in einer Nebenrolle die sowjetische Agentin Olga Perinkov. Darüber hinaus erschien sie 1976 in zwei verschiedenen Science-Fiction-Serien: In der Folge The AB Chrysalis der britisch-italienischen Produktion Mondbasis Alpha 1 (Space: 1999) spielte Skriver eine namenlose, als „A“ bezeichnete Wiedergeborene, und in der im gleichen Genre angesiedelten Serie Die Mädchen aus dem Weltraum (Star Maidens) verkörperte sie in der vorletzten Folge Creatures of Mind eine Offizierin.
1976 ergab sich eine erste Spielfilmrolle mit Credit: In dem von Henry Herbert gedrehten britischen Erotikdrama Emily übernahm Skriver die Rolle der Augustine. Hier war sie in einer Nacktszene mit Koo Stark zu sehen. Der Film floppte zunächst, wurde aber in den frühen 1980er-Jahren erfolgreich wiederveröffentlicht, nachdem Koo Stark infolge einer Romanze mit Prince Andrew zum Gegenstand breiter Medienberichterstattung geworden war. Zur Zeit der Wiederveröffentlichung ging Skrivers Filmkarriere bereits ihrem Ende entgegen. Ebenfalls 1976 erschien das Filmdrama Reise der Verdammten (Voyage of the Damned), in dem sie eine kleine Rolle als Sängerin hatte.
1977 und 1978 sind keine Film- oder Fernsehrollen Skrivers verzeichnet. 1979 erschien sie als Christina World in der letzten Folge der dritten Staffel der Serie Die Profis (The Professionals), in der sie in einer Nebenrolle die Figur Jutta spielte. Zu dieser Zeit hatte sie auch ihre einzige Hauptrolle in einem Spielfilm. In dem 1978 von José Ramón Larraz gedrehten und 1979 veröffentlichten britischen Spielfilm The Golden Lady verkörperte sie wiederum – unter dem Künstlernamen Christina World – die Privatagentin Julia Hemmingway, die sich zusammen mit einigen Mitarbeiterinnen von einem Geschäftsmann anheuern lässt, um dessen Konkurrenten im Wettbewerb um saudi-arabisches Erdöl zu eliminieren. Skriver hat in der Rolle der Golden Lady auch Einzug in die Automobilliteratur gefunden: Der Einsatz ihres dunkelblauen Panther De Ville als Dienstfahrzeug wird wiederholt angesprochen.
Ihre letzte Rolle hatte Skriver – nun wieder unter ihrem bürgerlichen Namen – in dem 1982 erschienenen britischen Spielfilm Victor/Victoria, in dem sie die Simone Kallisto spielte.

## Filmografie

### Spielfilme
- 1974: Percy, der Potenzprotz (Percy’s Progress)
- 1976: Emily
- 1976: Reise der Verdammten (Voyage of the Damned)
- 1979: The Golden Lady (als Christina World)
- 1982: Victor/Victoria

### Fernsehserien
- 1976: Mit Schirm, Charme und Melone (The New Avengers) (Serie, 1 Folge)
- 1976: Mondbasis Alpha 1 (Space: 1999) (Serie, 1 Folge)
- 1976: Die Mädchen aus dem Weltraum (Star Maidens) (Serie, 1 Folge)
- 1979: Die Profis (The Professionals) (Serie, 1 Folge)